# جيرار ماركس
جيرار ماركس (بالفرنسية: Gérard Marx)‏ هو كاتب سيناريو ومخرج فرنسي، ولد في القرن العشرين في فرنسا.

## وصلات خارجية
- جيرار ماركس على موقع IMDb (الإنجليزية)
- جيرار ماركس على موقع ألو سيني (الفرنسية)
- جيرار ماركس على موقع أول موفي (الإنجليزية)
- جيرار ماركس على موقع قاعدة بيانات الأفلام السويدية (السويدية)
- جيرار ماركس على موقع قاعدة بيانات الفيلم (الإنجليزية)
- جيرار ماركس على موقع كينوبويسك (الروسية)